# 非濁
釋非濁（?—1063年），俗姓張，字貞照，生於遼國范陽（今中國河北省涿縣），佛教僧侶，曾主管僧錄司。遼道宗時，賜號純慧大師。

## 生平
遼興宗重熙初年，禮圓融國師為師，至盤山潛修。1039年（遼重熙8年）冬天，受詔入宮，遼興宗賜紫衣。1049年（遼重熙18年），主管上京都僧錄，後主管燕京左街僧錄
1060年（清寧6年），遼道宗至燕京，由非濁授菩薩戒。

## 著作
- 三寶感應要略錄[5]